# جان هریس (رمان نویس)

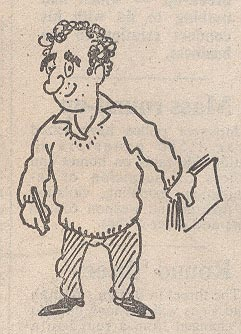
خود کاریکاتور جان هریس از اواخر دهه 1970

جان هریس (زاده ۱۸ اکتبر ۱۹۱۶ – درگذشته ۷ مارس ۱۹۹۱) یک رمان‌نویس بریتانیایی بود. او با نام خود و همچنین با نام مستعار مارک هبدن و مکس هنسی می‌نوشت.
هریس در نیروی هوایی سلطنتی به عنوان سرجوخه وابسته به نیروی هوایی آفریقای جنوبی خدمت کرد. پس از جنگ او به عنوان یک کاریکاتوریست سیاسی و کمدی به شفیلد تلگراف ملحق شد.